# 风阳乡
风阳乡是中国福建省宁德市寿宁县下辖的一个乡。

## 行政区划
风阳乡共辖13个行政村，分别是：
凤阳村、福后村、东岭后村、北山洋村、廷家洋村、刘厝村、基德村、下党村、官田村、官田洋村、天香村、大石村、上大洋村。